# عنکبوت‌های شب
عنکبوت‌های شب (نام علمی: Amaurobiidae) نام یک تیره از infraorder تارتنک‌ریختان است.